# Turneul de tenis de la Hamburg
Turneul de tenis de la Hamburg este un turneu anual de tenis pentru jucătorii profesioniști masculini și feminini, care are loc la Hamburg, Germania. Înainte de 2021, era un eveniment exclusiv masculin.
Turneul se joacă pe terenuri de zgură, în aer liber  la centrul de tenis Am Rothenbaum din cartierul Harvestehude. Timp de o mare parte din istoria sa, turneul s-a desfășurat în luna mai, ca un precursor al Open-ului Franței în calendarul profesionist de tenis. Începând cu turneul din 2009 se desfășoară în luna iulie.
Evenimentul masculin a luat naștere în 1892 sub denumirea de Open German International ca cel mai vechi turneu german. După turneele de Grand Slam de la Wimbledon și Roland Garros, este și cel mai vechi turneu european, fondat cu cinci ani înainte de Monte-Carlo Masters.

## Rezultate

### Simplu masculin
| An           | Campion                  | Finalist               | Scor                              |
| ------------ | ------------------------ | ---------------------- | --------------------------------- |
| 1892         | Walter Bonne             | R.A. Leers             | 7–5, 6–3                          |
| 1893         | Christian Winzer         | Walter Bonne           | 6–4, 6–0, 3–6, 6–3                |
| 1894         | Victor Voss              | Christian Winzer       | 11–9, 6–1, 6–4                    |
| 1895         | Victor Voss (2)          | Christian Winzer       | 6–2, 6–1, 6–2                     |
| 1896         | Victor Voss (3)          | Georg Wantzelius       | 6–1, 6–0, 6–1                     |
| 1897         | George Hillyard          | George C. Ball Greene  | 6–1, 6–2, 6–3                     |
| 1898         | Harold Mahony            | Joshua Pim             | 6–4, 6–3, 6–4                     |
| 1899         | Clarence Hobart          | Harold Mahony          | 8–6, 8–10, 6–0, 6–8, 8–6          |
| 1900         | George Hillyard (2)      | Laurence Doherty       | walkover                          |
| 1901         | Max Decugis              | Frederick W. Payn      | 6–4, 6–4, 4–6, 6–2                |
| 1902         | Max Decugis (2)          | John Flavelle          | 4–6, 2–6, 7–5, 7–5, 6–0           |
| 1903         | Major Ritchie            | Max Decugis            | walkover                          |
| 1904         | Major Ritchie (2)        | Kurt von Wessely       | 6–4, 6–0, 10–8                    |
| 1905         | Major Ritchie (3)        | Anthony Wilding        | 8–6, 7–5, 8–6                     |
| 1906         | Major Ritchie (4)        | Friedrich Wilhelm Rahe | 6–2, 6–2, 6–0                     |
| 1907         | Otto Froitzheim          | Major Ritchie          | 7–5, 6–3, 6–4                     |
| 1908         | Major Ritchie (5)        | George K. Logie        | 6–1, 6–1, 6–3                     |
| 1909         | Otto Froitzheim (2)      | Friedrich Wilhelm Rahe | 6–0, 6–2, 6–3                     |
| 1910         | Otto Froitzheim (3)      | Kurt Bergmann          | walkover                          |
| 1911         | Otto Froitzheim (4)      | Felix Pipes            | 6–3, 6–2, 6–1                     |
| 1912         | Otto von Müller          | Heinrich Schomburgk    | 2–6, 6–1, 6–4, 6–2                |
| 1913         | Heinrich Schomburgk      | Otto von Müller        | 6–2, 6–4, 7–5                     |
| 1914–1919    | Nu s-a ținut             | Nu s-a ținut           | Nu s-a ținut                      |
| 1920         | Oscar Kreuzer            | Luis Maria Heyden      | 6–0, 6–0, 6–2                     |
| 1921         | Otto Froitzheim (5)      | Robert Kleinschroth    | 6–4, 8–6 retired                  |
| 1922         | Otto Froitzheim (6)      | Friedrich Wilhelm Rahe | 2–6, 6–0, 8–6, 6–1                |
| 1923         | Heinz Landmann           | Luis Maria Heyden      | 6–2, 6–3, 7–5                     |
| 1924         | Béla von Kehrling        | Luis Maria Heyden      | 8–6, 6–1, 9–7                     |
| 1925         | Otto Froitzheim (7)      | Béla von Kehrling      | 6–4, 6–1, 4–6, 6–1                |
| 1926         | Hans Moldenhauer         | Walter Dessart         | 6–2, 6–2, 6–1                     |
| 1927         | Hans Moldenhauer (2)     | Willy Hannemann        | 6–2, 4–6, 6–4, 6–4                |
| 1928         | Daniel Prenn             | Hans Moldenhauer       | 6–1, 6–4, 6–3                     |
| 1929         | Christian Boussus        | Otto Froitzheim        | 6–1, 4–6, 6–1, 6–8, 6–1           |
| 1930         | Christian Boussus (2)    | Yoshiro Ohta           | 1–6, 8–6, 2–6, 6–4, 6–4           |
| 1931         | Roderich Menzel          | Gustav Jaenecke        | 6–2, 6–2, 6–1                     |
| 1932         | Gottfried von Cramm      | Roderich Menzel        | 3–6, 6–2, 6–2, 6–3                |
| 1933         | Gottfried von Cramm (2)  | Roderich Menzel        | 7–5, 2–6, 4–6, 6–3, 6–4           |
| 1934         | Gottfried von Cramm (3)  | Clayton Lee Burwell    | 6–2, 6–1, 6–4                     |
| 1935         | Gottfried von Cramm (4)  | Ottó Szigeti           | 6–3, 6–3, 6–3                     |
| 1936         | Nu s-a ținut             | Nu s-a ținut           | Nu s-a ținut                      |
| 1937         | Henner Henkel            | Vivian McGrath         | 1–6, 6–3, 8–6, 3–6, 6–1           |
| 1938         | Ottó Szigeti             | Bernard Destremau      | 8–6, 6–8, 6–3, 6–3                |
| 1939         | Henner Henkel (2)        | Roderich Menzel        | 4–6, 6–4, 6–0, 6–1                |
| 1940–1947    | Nu s-a ținut             | Nu s-a ținut           | Nu s-a ținut                      |
| 1948         | Gottfried von Cramm (5)  | Helmut Gulcz           | 6–4, 6–1, 4–6, 6–3                |
| 1949         | Gottfried von Cramm (6)  | Ernst Buchholz         | 7–5, 6–1, 6–0                     |
| 1950         | Jaroslav Drobný          | Gottfried von Cramm    | 6–3, 6–4, 6–4                     |
| 1951         | Lennart Bergelin         | Sven Davidson          | 4–6, 6–3, 4–6, 6–4, 7–5           |
| 1952         | Eric Sturgess            | Jaroslav Drobný        | 6–3, 6–2, 6–3                     |
| 1953         | Budge Patty              | Fausto Gardini         | 6–3, 6–2, 6–3                     |
| 1954         | Budge Patty (2)          | Sven Davidson          | 6–1, 6–1, 7–5                     |
| 1955         | Arthur Larsen            | Władysław Skonecki     | 3–6, 6–3, 7–5, 6–8, 6–3           |
| 1956         | Lew Hoad                 | Orlando Sirola         | 6–2, 5–7, 6–4, 8–6                |
| 1957         | Mervyn Rose              | Pierre Darmon          | 6–3, 6–0, 6–1                     |
| 1958         | Sven Davidson            | Jacques Brichant       | 5–7, 6–4, 0–6, 9–7, 6–3           |
| 1959         | William Knight           | Ian Vermaak            | 4–6, 6–4, 4–6, 6–3, 8–6           |
| 1960         | Nicola Pietrangeli       | Jan-Erik Lundqvist     | 6–3, 2–6, 6–4, 6–2                |
| 1961         | Rod Laver                | Luis Ayala             | 6–2, 6–8, 5–7, 6–1, 6–2           |
| 1962         | Rod Laver (2)            | Manuel Santana         | 8–6, 7–5, 6–4                     |
| 1963         | Martin Mulligan          | Bob Hewitt             | 6–0, 0–6, 8–6, 6–2                |
| 1964         | Wilhelm Bungert          | Christian Kuhnke       | 0–6, 6–4, 7–5, 6–2                |
| 1965         | Cliff Drysdale           | Boro Jovanović         | 6–2, 6–4, 3–6, 6–3                |
| 1966         | Fred Stolle              | István Gulyás          | 2–6, 7–5, 6–1, 6–2                |
| 1967         | Roy Emerson              | Manuel Santana         | 6–3, 6–3, 6–1                     |
| ↓ Open Era ↓ |                          |                        |                                   |
| 1968         | John Newcombe            | Cliff Drysdale         | 6–3, 6–2, 6–4                     |
| 1969         | Tony Roche               | Tom Okker              | 6–1, 5–7, 7–5, 8–6                |
| 1970         | Tom Okker                | Ilie Năstase           | 4–6, 6–3, 6–3, 6–4                |
| 1971         | Andrés Gimeno            | Péter Szőke            | 6–3, 6–2, 6–2                     |
| 1972         | Manuel Orantes           | Adriano Panatta        | 6–3, 9–8, 6–0                     |
| 1973         | Eddie Dibbs              | Karl Meiler            | 6–1, 3–6, 7–6, 6–3                |
| 1974         | Eddie Dibbs (2)          | Hans-Joachim Plötz     | 6–2, 6–2, 6–3                     |
| 1975         | Manuel Orantes (2)       | Jan Kodeš              | 3–6, 6–2, 6–2, 4–6, 6–1           |
| 1976         | Eddie Dibbs (3)          | Manuel Orantes         | 6–4, 4–6, 6–1, 2–6, 6–1           |
| 1977         | Paolo Bertolucci         | Manuel Orantes         | 6–3, 4–6, 6–2, 6–3                |
| 1978         | Guillermo Vilas          | Wojtek Fibak           | 6–2, 6–4, 6–2                     |
| 1979         | José Higueras            | Harold Solomon         | 3–6, 6–1, 6–4, 6–1                |
| 1980         | Harold Solomon           | Guillermo Vilas        | 6–7, 6–2, 6–4, 2–6, 6–3           |
| 1981         | Peter McNamara           | Jimmy Connors          | 7–6, 6–1, 4–6, 6–4                |
| 1982         | José Higueras (2)        | Peter McNamara         | 4–6, 6–7, 7–6, 6–3, 7–6           |
| 1983         | Yannick Noah             | José Higueras          | 3–6, 7–5, 6–2, 6–0                |
| 1984         | Juan Aguilera            | Henrik Sundström       | 6–4, 2–6, 2–6, 6–4, 6–4           |
| 1985         | Miloslav Mečíř           | Henrik Sundström       | 6–4, 6–1, 6–4                     |
| 1986         | Henri Leconte            | Miloslav Mečíř         | 6–2, 5–7, 6–4, 6–2                |
| 1987         | Ivan Lendl               | Miloslav Mečíř         | 6–1, 6–3, 6–3                     |
| 1988         | Kent Carlsson            | Henri Leconte          | 6–2, 6–1, 6–4                     |
| 1989         | Ivan Lendl (2)           | Horst Skoff            | 6–4, 6–1, 6–3                     |
| 1990         | Juan Aguilera (2)        | Boris Becker           | 6–1, 6–0, 7–6                     |
| 1991         | Karel Nováček            | Magnus Gustafsson      | 6–3, 6–3, 5–7, 0–6, 6–1           |
| 1992         | Stefan Edberg            | Michael Stich          | 5–7, 6–4, 6–1                     |
| 1993         | Michael Stich            | Andrei Chesnokov       | 6–3, 6–7(1–7), 7–6(9–7), 6–4      |
| 1994         | Andrei Medvedev          | Yevgeny Kafelnikov     | 6–4, 6–4, 3–6, 6–3                |
| 1995         | Andrei Medvedev (2)      | Goran Ivanišević       | 6–3, 6–2, 6–1                     |
| 1996         | Roberto Carretero        | Àlex Corretja          | 2–6, 6–4, 6–4, 6–4                |
| 1997         | Andrei Medvedev (3)      | Félix Mantilla         | 6–0, 6–4, 6–2                     |
| 1998         | Albert Costa             | Àlex Corretja          | 6–2, 6–0, 1–0 retired             |
| 1999         | Marcelo Ríos             | Mariano Zabaleta       | 6–7(5–7), 7–5, 5–7, 7–6(7–5), 6–2 |
| 2000         | Gustavo Kuerten          | Marat Safin            | 6–4, 5–7, 6–4, 5–7, 7–6(7–3)      |
| 2001         | Albert Portas            | Juan Carlos Ferrero    | 4–6, 6–2, 0–6, 7–6(7–5), 7–5      |
| 2002         | Roger Federer            | Marat Safin            | 6–1, 6–3, 6–4                     |
| 2003         | Guillermo Coria          | Agustín Calleri        | 6–3, 6–4, 6–4                     |
| 2004         | Roger Federer (2)        | Guillermo Coria        | 4–6, 6–4, 6–2, 6–3                |
| 2005         | Roger Federer (3)        | Richard Gasquet        | 6–3, 7–5, 7–6(7–4)                |
| 2006         | Tommy Robredo            | Radek Štěpánek         | 6–1, 6–3, 6–3                     |
| 2007         | Roger Federer (4)        | Rafael Nadal           | 2–6, 6–2, 6–0                     |
| 2008         | Rafael Nadal             | Roger Federer          | 7–5, 6–7(3–7), 6–3                |
| 2009         | Nikolay Davydenko        | Paul-Henri Mathieu     | 6–4, 6–2                          |
| 2010         | Andrey Golubev           | Jürgen Melzer          | 6–3, 7–5                          |
| 2011         | Gilles Simon             | Nicolás Almagro        | 6–4, 4–6, 6–4                     |
| 2012         | Juan Mónaco              | Tommy Haas             | 7–5, 6–4                          |
| 2013         | Fabio Fognini            | Federico Delbonis      | 4–6, 7–6(10–8), 6–2               |
| 2014         | Leonardo Mayer           | David Ferrer           | 6–7(3–7), 6–1, 7–6(7–4)           |
| 2015         | Rafael Nadal (2)         | Fabio Fognini          | 7–5, 7–5                          |
| 2016         | Martin Kližan            | Pablo Cuevas           | 6–1, 6–4                          |
| 2017         | Leonardo Mayer (2)       | Florian Mayer          | 6–4, 4–6, 6–3                     |
| 2018         | Nikoloz Basilashvili     | Leonardo Mayer         | 6–4, 0–6, 7–5                     |
| 2019         | Nikoloz Basilashvili (2) | Andrei Rubliov         | 7–5, 4–6, 6–3                     |
| 2020         | Andrei Rubliov           | Stefanos Tsitsipas     | 6–4, 3–6, 7–5                     |
| 2021         | Pablo Carreño Busta      | Filip Krajinović       | 6–2, 6–4                          |
| 2022         | Lorenzo Musetti          | Carlos Alcaraz         | 6–4, 6–7(6–8), 6–4                |
| 2023         | Alexander Zverev         | Laslo Djere            | 7–5, 6–3                          |
| 2024         | Arthur Fils              | Alexander Zverev       | 6–3, 3–6, 7–6(7–1)                |
| 2025         | Flavio Cobolli           | Andrei Rubliov         | 6–2, 6–4                          |

### Simplu feminin
| An          | Campioană               | Finalistă               | Scor               |
| ----------- | ----------------------- | ----------------------- | ------------------ |
| 1982        | Lisa Bonder-Kreiss      | Renáta Tomanová         | 6–3, 6–2           |
| 1983        | Andrea Temesvári        | Eva Pfaff               | 6–4, 6–2           |
| 1984–86     | Nu s-a ținut            | Nu s-a ținut            | Nu s-a ținut       |
| 1987        | Steffi Graf             | Isabel Cueto            | 6–2, 6–2           |
| 1988        | Steffi Graf             | Katerina Maleeva        | 6–4, 6–2           |
| 1989        | Steffi Graf             | Jana Novotná            | Walkover           |
| 1990        | Steffi Graf             | Arantxa Sánchez Vicario | 5–7, 6–0, 6–1      |
| 1991        | Steffi Graf             | Monica Seles            | 7–5, 6–7(4–7), 6–3 |
| 1992        | Steffi Graf             | Arantxa Sánchez Vicario | 7–6(7–5), 6–2      |
| 1993        | Arantxa Sánchez Vicario | Steffi Graf             | 6–3, 6–3           |
| 1994        | Arantxa Sánchez Vicario | Steffi Graf             | 4–6, 7–6, 7–6      |
| 1995        | Conchita Martínez       | Martina Hingis          | 6–1, 6–0           |
| 1996        | Arantxa Sánchez Vicario | Conchita Martínez       | 4–6, 7–6, 6–0      |
| 1997        | Iva Majoli              | Ruxandra Dragomir       | 6–3, 6–2           |
| 1998        | Martina Hingis          | Jana Novotná            | 6–3, 7–5           |
| 1999        | Venus Williams          | Mary Pierce             | 6–0, 6–3           |
| 2000        | Martina Hingis          | Arantxa Sánchez Vicario | 6–3, 6–3           |
| 2001        | Venus Williams          | Meghann Shaughnessy     | 6–3, 6–0           |
| 2002        | Kim Clijsters           | Venus Williams          | 1–6, 6–3, 6–4      |
| 2003–2020   | Nu s-a ținut            | Nu s-a ținut            | Nu s-a ținut       |
| 2021        | Elena-Gabriela Ruse     | Andrea Petkovic         | 7–6(8–6), 6–4      |
| 2022        | Bernarda Pera           | Anett Kontaveit         | 6–2, 6–4           |
| 2023        | Arantxa Rus             | Noma Noha Akugue        | 6–0, 7–6(7–3)      |
| ↓ WTA 125 ↓ |                         |                         |                    |
| 2024        | Anna Bondár             | Arantxa Rus             | 6–4, 6–2           |
| ↓ WTA 250 ↓ |                         |                         |                    |
| 2025        | Loïs Boisson            | Anna Bondár             | 7–5, 6–3           |

### Dublu masculin
| An        | Campioni                                      | Finaliști                                      | Scor                    |
| --------- | --------------------------------------------- | ---------------------------------------------- | ----------------------- |
| 1902      | Max Decugis Maurice Germot                    | Bornemann Thomsen                              | 7–9, 6–2, 3–6, 6–1, 6–2 |
| 1903      | Rolf Kinzl Kurt von Wessely                   | N/A                                            | N/A                     |
| 1904      | Major Ritchie Wilmot Ernest Lane              | N/A                                            | N/A                     |
| 1905      | Anthony Wilding E. Spitz                      | N/A                                            | N/A                     |
| 1906      | Major Ritchie (2) Gerhard F. Adler            | V. v. Müller Oscar Kreuzer                     | 7–5, 2–6, 4–6, 6–3, 6–3 |
| 1907      | Otto Froitzheim Louis Trasenster              | Major Ritchie Gerhard F. Adler                 | 6–3, 6–4, 6–3           |
| 1908      | Otto von Müller Heinrich Schomburgk           | Major Ritchie Gerhard F. Adler                 | 2–6, 6–1, 6–0           |
| 1909      | Friedrich Rahe Curt Bergmann                  | N/A                                            | N/A                     |
| 1910      | Otto von Müller (2) Heinrich Schomburgk (2)   | Otto Froitzheim Otto Lindpaintner              | 5–7, 5–7, 6–3, 6–0, 6–1 |
| 1911      | Otto Froitzheim (2) Felix Pipes               | N/A                                            | N/A                     |
| 1912      | Luis Maria Heyden Louis Trasenster            | Heinrich Schomburgk Otto von Müller            | 6–1, 6–3, 6–4           |
| 1913      | Rolf Kinzl (2) Kurt von Wessely (2)           | N/A                                            | N/A                     |
| 1914–1919 | Nu s-a ținut                                  | Nu s-a ținut                                   | Nu s-a ținut            |
| 1920      | Ludwig von Salm Oscar Kreuzer                 | N/A                                            | N/A                     |
| 1921      | Luis Maria Heyden (2) Heinrich Schomburgk (3) | N/A                                            | N/A                     |
| 1922      | Otto Froitzheim (3) Oscar Kreuzer (2)         | N/A                                            | N/A                     |
| 1923      | Friedrich Rahe (2) Béla von Kehrling          | N/A                                            | N/A                     |
| 1924      | Friedrich Rahe (3) Béla von Kehrling (2)      | N/A                                            | N/A                     |
| 1925      | Otto Froitzheim (4) Oscar Kreuzer (3)         | N/A                                            | N/A                     |
| 1926      | Friedrich Rahe (4) Béla von Kehrling (3)      | N/A                                            | N/A                     |
| 1927      | Donald Greig Maurice Summerson                | N/A                                            | N/A                     |
| 1928      | Jack Cummings Edgar Moon                      | N/A                                            | N/A                     |
| 1929      | Jacques Brugnon Christian Boussus             | Pierre Henri Landry Pat Spence                 | 8–6, 6–2, 6–4           |
| 1930      | Jack Crawford Edgar Moon (2)                  | Tamino Abe Takeichi Harada                     | 6–3, 2–6, 6–4, 6–3      |
| 1931      | Walter Dessart Eberhard Nourney               | René de Buzelet Christian Boussus              | 6–3, 6–3, 5–7, 4–6, 6–0 |
| 1932      | Jack Crawford (2) Harry Hopman                | Pat Hughes Harry Lee                           | 7–5, 6–3, 3–6, 6–3      |
| 1933      | Ryosuki Nunoi Jiro Sato                       | N/A                                            | N/A                     |
| 1934      | Enrique Maier Adrian Quist                    | Vojtech Vodicka Josef Caska                    | 6–2, 6–4, 6–3           |
| 1935      | Henner Henkel Helmut Denker                   | N/A                                            | N/A                     |
| 1936      | Nu s-a ținut                                  | Nu s-a ținut                                   | Nu s-a ținut            |
| 1937      | Jack Crawford (3) Vivian McGrath              | D. Butler F. Wilde                             | 5–7, 6–4, 2–6, 6–4, 6–3 |
| 1938      | Yvon Petra Jean Lesueur                       | N/A                                            | N/A                     |
| 1939      | Henner Henkel (2) Roderich Menzel             | O. Anderson E. Smith                           | 6–1, 7–5, 6–4           |
| 1940–1947 | Nu s-a ținut                                  | Nu s-a ținut                                   | Nu s-a ținut            |
| 1948      | Gottfried von Cramm Jack Harper               | N/A                                            | 6–3, 6–3, 6–1           |
| 1949      | Gottfried von Cramm (2) Jack Harper (2)       | Ernst Buchholz Engelbert Koch                  | 6–3, 7–5, 5–7, 6–4      |
| 1950      | Adrian Quist Bill Sidwell                     | Gottfried von Cramm Jack Harper                | 6–4, 8–6, 6–2           |
| 1951      | Kurt Nielsen Torben Ulrich                    | Gottfried von Cramm Rolf Göpfert               | 4–6, 6–3, 4–6, 6–4, 7–5 |
| 1952      | Jaroslav Drobný Ian Ayre                      | Tony Mottram Eric Sturgess                     | 3–6, 8–6, 6–3           |
| 1953      | Gottfried von Cramm (3) Budge Patty           | Freddie Huber Hans Redl                        | 8–6, 4–6, 3–6, 6–2, 6–2 |
| 1954      | Gottfried von Cramm (4) Budge Patty (2)       | Lennart Bergelin Sven Davidson                 | 9–7, 6–4, 6–2           |
| 1955      | Gottfried von Cramm (5) Budge Patty (3)       | Adrian Quist W.R. Seymour                      | 6–1, 7–9, 6–4, 9–7      |
| 1956      | Don Candy Lew Hoad                            | Luis Ayala Sven Davidson                       | 6–4, 7–5, 6–2           |
| 1957      | Don Candy (2) Mervyn Rose                     | Nicola Pietrangeli Orlando Sirola              | 10–8, 6–3, 6–3          |
| 1958      | Francisco Contreras Mario Llamas              | Ladislav Legenstein Vladimir Petrović          | 6–3, 6–4, 6–3           |
| 1959      | Don Candy (3) Luis Ayala                      | Billy Knight Carlos Fernandes                  | 6–8, 6–3, 7–5, 6–2      |
| 1960      | Roy Emerson Neale Fraser                      | Peter Schell Ladislav Legenstein               | 7–5, 3–6, 6–3, 9–7      |
| 1961      | Bob Hewitt Fred Stolle                        | N/A                                            | N/A                     |
| 1962      | Bob Hewitt (2) Martin Mulligan                | N/A                                            | N/A                     |
| 1963      | Bob Hewitt (3) Fred Stolle (2)                | N/A                                            | N/A                     |
| 1964      | José Luis Arilla Manuel Santana               | N/A                                            | N/A                     |
| 1965      | Ingo Buding Christian Kuhnke                  | N/A                                            | N/A                     |
| 1966      | Fred Stolle (3) Torben Ulrich (2)             | N/A                                            | N/A                     |
| 1967      | Bob Hewitt (4) Frew McMillan                  | N/A                                            | N/A                     |
| 1968      | Tom Okker Marty Riessen                       | John Newcombe Tony Roche                       | 6–4, 6–4, 7–5           |
| 1969      | Tom Okker (2) Marty Riessen (2)               | Jean-Claude Barclay Jürgen Fassbender          | 6–1, 6–2, 6–4           |
| 1970      | Bob Hewitt (5) Frew McMillan (2)              | Tom Okker Nikola Pilić                         | 6–3, 7–5, 6–2           |
| 1971      | John Alexander Andrés Gimeno                  | Dick Crealy Allan Stone                        | 6–4, 7–5, 7–9, 6–4      |
| 1972      | Jan Kodeš Ilie Năstase                        | Bob Hewitt Ion Țiriac                          | 4–6, 6–0, 3–6, 6–2, 6–2 |
| 1973      | Jürgen Fassbender Hans-Jürgen Pohmann         | Manuel Orantes Ion Țiriac                      | 7–6, 7–6, 7–6           |
| 1974      | Jürgen Fassbender (2) Hans-Jürgen Pohmann (2) | Brian Gottfried Raúl Ramírez                   | 6–3, 6–4, 6–4           |
| 1975      | Juan Gisbert Manuel Orantes                   | Wojtek Fibak Jan Kodeš                         | 6–3, 7–6                |
| 1976      | Fred McNair Sherwood Stewart                  | Dick Crealy Kim Warwick                        | 7–6, 7–6, 7–6           |
| 1977      | Bob Hewitt (6) Karl Meiler                    | Phil Dent Kim Warwick                          | 3–6, 6–3, 6–4, 6–4      |
| 1978      | Wojtek Fibak Tom Okker (3)                    | Antonio Muñoz Víctor Pecci                     | 6–2, 6–4                |
| 1979      | Jan Kodeš (2) Tomáš Šmíd                      | Mark Edmondson John Marks                      | 6–3, 6–1, 7–6           |
| 1980      | Andrés Gómez Heinz Gildemeister               | Reinhart Probst Max Wünschig                   | 6–3, 6–4                |
| 1981      | Hans Gildemeister Andrés Gómez (2)            | Paul McNamee Peter McNamara                    | 6–4, 3–6, 6–4           |
| 1982      | Pavel Složil Tomáš Šmíd (2)                   | Anders Järryd Hans Simonsson                   | 6–4, 6–3                |
| 1983      | Heinz Günthardt Balázs Taróczy                | Mark Edmondson Brian Gottfried                 | 7–6, 4–6, 6–4           |
| 1984      | Stefan Edberg Anders Järryd                   | Heinz Günthardt Balázs Taróczy                 | 6–3, 6–1                |
| 1985      | Hans Gildemeister (2) Andrés Gómez (4)        | Heinz Günthardt Balázs Taróczy                 | 1–6, 7–6, 6–4           |
| 1986      | Sergio Casal Emilio Sánchez                   | Boris Becker Eric Jelen                        | 6–4, 6–1                |
| 1987      | Miloslav Mečíř Tomáš Šmíd (3)                 | Claudio Mezzadri Jim Pugh                      | 4–6, 7–6, 6–2           |
| 1988      | Darren Cahill Laurie Warder                   | Rick Leach Jim Pugh                            | 6–4, 6–4                |
| 1989      | Emilio Sánchez (2) Javier Sánchez             | Boris Becker Eric Jelen                        | 6–4, 6–1                |
| 1990      | Sergi Bruguera Jim Courier                    | Udo Riglewski Michael Stich                    | 7–6, 6–2                |
| 1991      | Sergio Casal (2) Emilio Sánchez (3)           | Cássio Motta Danie Visser                      | 4–6, 6–3, 6–2           |
| 1992      | Sergio Casal (3) Emilio Sánchez (4)           | Carl-Uwe Steeb Michael Stich                   | 5–7, 6–4, 6–3           |
| 1993      | Paul Haarhuis Mark Koevermans                 | Grant Connell Patrick Galbraith                | 6–4, 6–7, 7–6           |
| 1994      | Scott Melville Piet Norval                    | Henrik Holm Anders Järryd                      | 6–3, 6–4                |
| 1995      | Wayne Ferreira Yevgeny Kafelnikov             | Byron Black Andrei Olhovskiy                   | 6–1, 7–6                |
| 1996      | Mark Knowles Daniel Nestor                    | Guy Forget Jakob Hlasek                        | 6–2, 6–4                |
| 1997      | Luis Lobo Javier Sánchez (2)                  | Neil Broad Piet Norval                         | 6–3, 7–6                |
| 1998      | Donald Johnson Francisco Montana              | David Adams Brett Steven                       | 6–2, 7–5                |
| 1999      | Wayne Arthurs Andrew Kratzmann                | Paul Haarhuis Jared Palmer                     | 2–6, 7–6(7–5), 6–2      |
| 2000      | Todd Woodbridge Mark Woodforde                | Wayne Arthurs Sandon Stolle                    | 6–7(4–7), 6–4, 6–3      |
| 2001      | Jonas Björkman Todd Woodbridge (2)            | Daniel Nestor Sandon Stolle                    | 7–6(7–2), 3–6, 6–3      |
| 2002      | Mahesh Bhupathi Jan-Michael Gambill           | Jonas Björkman Todd Woodbridge                 | 6–2, 6–4                |
| 2003      | Mark Knowles (2) Daniel Nestor (2)            | Mahesh Bhupathi Max Mirnyi                     | 6–4, 7–6(12–10)         |
| 2004      | Wayne Black Kevin Ullyett                     | Bob Bryan Mike Bryan                           | 6–4, 6–2                |
| 2005      | Jonas Björkman (2) Max Mirnyi                 | Michaël Llodra Fabrice Santoro                 | 4–6, 7–6(7–2), 7–6(7–3) |
| 2006      | Paul Hanley Kevin Ullyett (2)                 | Mark Knowles Daniel Nestor                     | 6–2, 7–6(10–8)          |
| 2007      | Bob Bryan Mike Bryan                          | Paul Hanley Kevin Ullyett                      | 6–3, 6–4                |
| 2008      | Daniel Nestor (3) Nenad Zimonjić              | Bob Bryan Mike Bryan                           | 6–4, 5–7, [10–8]        |
| 2009      | Simon Aspelin Paul Hanley (2)                 | Marcelo Melo Filip Polášek                     | 6–3, 6–3                |
| 2010      | Marc López David Marrero                      | Jérémy Chardy Paul-Henri Mathieu               | 6–3, 2–6, [10–8]        |
| 2011      | Oliver Marach Alexander Peya                  | František Čermák Filip Polášek                 | 6–4, 6–1                |
| 2012      | David Marrero (2) Fernando Verdasco           | Rogério Dutra da Silva Daniel Muñoz de la Nava | 6–4, 6–3                |
| 2013      | Mariusz Fyrstenberg Marcin Matkowski          | Alexander Peya Bruno Soares                    | 3–6, 6–1, [10–8]        |
| 2014      | Marin Draganja Florin Mergea                  | Alexander Peya Bruno Soares                    | 6–4, 7–5                |
| 2015      | Jamie Murray John Peers                       | Juan Sebastián Cabal Robert Farah              | 2–6, 6–3, [10–8]        |
| 2016      | Henri Kontinen John Peers (2)                 | Daniel Nestor Aisam-ul-Haq Qureshi             | 7–5, 6–3                |
| 2017      | Ivan Dodig Mate Pavić                         | Pablo Cuevas Marc López                        | 6–3, 6–4                |
| 2018      | Julio Peralta Horacio Zeballos                | Oliver Marach Mate Pavić                       | 6–1, 4–6, [10–6]        |
| 2019      | Oliver Marach (2) Jürgen Melzer               | Robin Haase Wesley Koolhof                     | 6–2, 7–6(7–3)           |
| 2020      | John Peers (3) Michael Venus                  | Ivan Dodig Mate Pavić                          | 6–3, 6–4                |
| 2021      | Tim Pütz Michael Venus (2)                    | Kevin Krawietz Horia Tecău                     | 6–3, 6–7(3–7), [10–8]   |
| 2022      | Lloyd Glasspool Harri Heliövaara              | Rohan Bopanna Matwé Middelkoop                 | 6–2, 6–4                |
| 2023      | Kevin Krawietz Tim Pütz (2)                   | Sander Gillé Joran Vliegen                     | 7–6(7–4), 6–3           |
| 2024      | Kevin Krawietz (2) Tim Pütz (3)               | Fabien Reboul Édouard Roger-Vasselin           | 7–6(10–8), 6–2          |
| 2025      | Simone Bolelli Andrea Vavassori               | Andrés Molteni Fernando Romboli                | 6–4, 6–0                |

### Dublu feminin
| An          | Campioană                              | Finalistă                                  | Scor             |              |
| ----------- | -------------------------------------- | ------------------------------------------ | ---------------- | ------------ |
| 1982        | Elisabeth Ekblom Lena Sandin           | Pat Medrado Cláudia Monteiro               | 7–6, 6–3         |              |
| 1983        | Bettina Bunge Claudia Kohde Kilsch     | Ivanna Madruga Catherine Tanvier           | 7–5, 6–4         |              |
| 1987        | Claudia Kohde Kilsch Jana Novotná      | Natalia Egorova Leila Meskhi               | 7–6, 7–6         |              |
| 1988        | Jana Novotná Tine Scheuer-Larsen       | Andrea Betzner Judith Wiesner              | 6–4, 6–2         |              |
| 1989        | Isabelle Demongeot Nathalie Tauziat    | Jana Novotná Helena Suková                 | walkover         |              |
| 1990        | Gigi Fernández Martina Navratilova     | Larisa Neiland Helena Suková               | 6–2, 6–3         |              |
| 1991        | Jana Novotná Larisa Neiland            | Arantxa Sánchez Vicario Helena Suková      | 7–5, 6–1         |              |
| 1992        | Steffi Graf Rennae Stubbs              | Manon Bollegraf Arantxa Sánchez Vicario    | 4–6, 6–3, 6–4    |              |
| 1993        | Steffi Graf Rennae Stubbs              | Larisa Neiland Jana Novotná                | 6–4, 7–6         |              |
| 1994        | Jana Novotná Arantxa Sánchez Vicario   | Eugenia Maniokova Leila Meskhi             | 6–3, 6–2         |              |
| 1995        | Gigi Fernández Martina Hingis          | Conchita Martínez Patricia Tarabini        | 6–2, 6–3         |              |
| 1996        | Arantxa Sánchez Vicario Brenda Schultz | Gigi Fernández Martina Hingis              | 4–6, 7–6, 6–4    |              |
| 1997        | Anke Huber Mary Pierce                 | Ruxandra Dragomir Iva Majoli               | 2–6, 7–6, 6–2    |              |
| 1998        | Barbara Schett Patty Schnyder          | Martina Hingis Jana Novotná                | 7–6, 3–6, 6–3    |              |
| 1999        | Larisa Neiland Arantxa Sánchez Vicario | Amanda Coetzer Jana Novotná                | 6–2, 6–1         |              |
| 2000        | Anna Kournikova Natasha Zvereva        | Nicole Arendt Manon Bollegraf              | 6–7, 6–2, 6–4    |              |
| 2001        | Cara Black Elena Likhovtseva           | Květa Peschke Barbara Rittner              | 6–2, 4–6, 6–2    |              |
| 2002        | Martina Hingis Barbara Schett          | Daniela Hantuchová Arantxa Sánchez Vicario | 6–1, 6–1         |              |
| 2003–2020   | Nu s-a ținut                           | Nu s-a ținut                               | Nu s-a ținut     | Nu s-a ținut |
| 2021        | Jasmine Paolini Jil Teichmann          | Astra Sharma Rosalie van der Hoek          | 6–0, 6–4         |              |
| 2022        | Sophie Chang Angela Kulikov            | Miyu Kato Aldila Sutjiadi                  | 6–3, 4–6, [10–6] |              |
| 2023        | Anna Danilina · Alexandra Panova       | Miriam Kolodziejová Angela Kulikov         | 6–4, 6–2         |              |
| ↓ WTA 125 ↓ |                                        |                                            |                  |              |
| 2024        | Anna Bondár Kimberley Zimmermann       | Arantxa Rus Nina Stojanović                | 5–7, 6–3, [11–9] |              |
| ↓ WTA 250 ↓ |                                        |                                            |                  |              |
| 2025        | Nadiia Kichenok Makoto Ninomiya        | Anna Bondár Arantxa Rus                    | 6–4, 3–6, [11–9] |              |